# San Marcelo (Incahuasi)
San Marcelo ist eine Ortschaft im Departamento Chuquisaca im südamerikanischen Andenstaat Bolivien.

## Lage im Nahraum
San Marcelo liegt in der Provinz Nor Cinti und ist die fünftgrößte Ortschaft im Cantón Huajlaya im Municipio Incahuasi. Der Ort liegt auf einer Höhe von 2869 m am Ufer des Río Marcelo, der hier in nordöstlicher Richtung fließt und flussabwärts in südöstlichen Richtungen über den Río Alboniyoj und den Río Cochayo zum Río Urucuti fließt.

## Geographie
San Marcelo liegt in der Bergregion der Cordillera de Tajsara o Tarachaca im semi-ariden Übergangsgebiet zwischen den semi-humiden Bergwäldern der östlichen Gebirgsketten Boliviens und dem ariden Altiplano.
Die jährlichen Niederschläge schwanken zwischen 350 und 550 mm und treten vor allem in den Monaten von November bis März auf; die Wintermonate Mai bis August sind weitgehend niederschlagsfrei (siehe Klimadiagramm Culpina). Die Monatsdurchschnittstemperaturen liegen in dem Becken zwischen knapp 20 °C im Dezember und 5 bis 8 °C im Juni/Juli.

## Verkehrsnetz
San Marcelo liegt in einer Entfernung von 486 Straßenkilometern südlich von Sucre, der Hauptstadt des Departamentos.
Von Sucre aus führt die asphaltierte Nationalstraße Ruta 5 in südwestlicher Richtung nach Potosí, der Hauptstadt des im Westen angrenzenden Departamentos. Von hier aus führt nach Süden die Ruta 1, die auf den ersten 37 Kilometer bis Cuchu Ingenio noch asphaltiert ist. Nach weiteren 146 Kilometern erreicht die Ruta 1 die Stadt Camargo. Noch einmal 19 Kilometer südlich von Camargo zweigt eine unbefestigte Landstraße in östlicher Richtung ab, überquert den Río Camblaya und überwindet auf den folgenden 47 Kilometern bis Culpina einen Höhenunterschied von 600 m.
Östlich von Culpina zweigt dann eine Straße nach Nordosten ab und erreicht nach weiteren 36 Kilometern über Incahuasi, Miraflores und Santa Rosa die Ortschaft Chillajara, von wo aus ein Abzweig in östlicher Richtung über Agua y Cerca in das fünfzehn Kilometer entfernte Portillo führt. Von dort führt eine Straße weiter in nordöstlicher Richtung und erreicht San Marcos nach siebzehn Kilometern. Die Straße führt auf den folgenden achteinhalb Kilometern in nordöstlicher Richtung, dort zweigt nach links der Camino a Quemado ab, während nach Norden nach weiteren achteinhalb Kilometern  San Marcelo erreicht wird. 

## Bevölkerung
Die Einwohnerzahl der Ortschaft ist im Jahrzehnt zwischen den beiden letzten Volkszählungen um ein Drittel angestiegen:
| Jahr | Einwohner         | Quelle       |
| ---- | ----------------- | ------------ |
| 1992 | keine Detaildaten | Volkszählung |
| 2001 | 181               | Volkszählung |
| 2012 | 244               | Volkszählung |
| 2024 |                   | Volkszählung |